# Leandra hatschbachii
Leandra hatschbachii är en tvåhjärtbladig växtart som beskrevs av Alexander Curt Brade. Leandra hatschbachii ingår i släktet Leandra och familjen Melastomataceae. Inga underarter finns listade i Catalogue of Life.